# Toshiaki Imai
Toshiaki Imai (japanisch 今井 敏明 Imai Toshiaki; * 29. Dezember 1954 in der Präfektur Saitama) ist ein ehemaliger japanischer Fußballspieler.

## Karriere
Toshiaki erlernte das Fußballspielen in der Schulmannschaft der Urawa Nishi High School und der Universitätsmannschaft der Waseda-Universität. Seinen ersten Vertrag unterschrieb er 1977 beim Fujitsū Soccer-bu, der Werksmannschaft von Fujitsu. Der Verein spielte in der höchsten Liga des Landes, der Japan Soccer League. Für den Verein absolvierte er 31 Erstligaspiele. Ende 1981 beendete er seine Karriere als Fußballspieler.